# 復活節
復活節（拉丁語：Pascha），又稱主復活日，是基督教的重要節日之一，紀念耶穌基督於公元30/33年受難被釘死後第三天復活的事蹟，日期則為（北半球的）春分月圓之後第一個星期日。由於耶穌的死亡及復活是基督教信仰的核心，因此復活節被基督徒認為是信仰生活的高峰，象徵人類的重生與希望；不過現今許多與復活節相關的民間風俗，都不起源於基督教。
復活節的日期，最初由各地教會依猶太曆定於猶太人的逾越節或後首星期日，但教會在4世紀召開第一次尼西亞公會議決議不用猶太曆，改為統一定在每年春分月圓之後第一個星期日，實際日期則以專用方式計算，因此每年復活節的日期不會一致；而又因基督教的東方宗派與西方宗派使用不同曆法計算，使得大部分年份的復活節會出現兩種不同的日期。如果月圆那天刚好是星期日，复活节则延後一星期，因此复活节可能在从3月22日到4月25日之间的任何一天。

## 名稱來源
復活節名稱乃自教會拉丁語的「Pascha」转换而来（由于pascua（nourriture，食物）一词的影响，从pascere（paître，喂食、放养）这个拉丁动词里来的），原本是从希腊语裡的πάσχα（páskha）借用而来，而这个希腊词本身则是从希伯来语פסח（Pessa'h，超越[par-dessus由...之上]）裡借用的，源自passage（过路/道），即指犹太人的逾越節，這詞同时含有纪念當年以色列人出埃及的意义。根据圣经福音记载，在这个犹太节期间，耶稣基督复活了；这是为什么这个名称被用在基督徒的节日上。
根據《牛津詞典》和其他一些文章（比如Francis X. Weiser的“Handbook of Christian Feasts and Customs”），英文Easter這個字與猶太人的逾越節這個字有關，這不僅因為耶穌就是逾越節的羔羊，而且在時間上耶穌基督的復活和逾越節也吻合。在很多歐洲的語言裡，不僅逾越節的筵席曾稱為Easter，而且早期英文聖經譯本中用Easter譯逾越節。
现在公认的理论认为，Easter 一词与德语 Oster, 荷兰语 ooster 等词同源，来自于古英国女神 Ēostre。四月本是以该女神命名的月份，而在这个月份，人们举行相应的宴会与庆祝活动。后来欧洲基督教盛行之后，传统的节日就被冠以了与基督教相关的典故，这与圣诞节类似。

## 計算方法
早期的基督教會，按照耶穌使徒的傳統，在猶太人的逾越節當日，即猶太曆尼散月14日，紀念耶穌的受難和復活，以示耶穌是逾越節的羔羊（哥林多前書5:7）。然而，包括羅馬在內的西方教會，以耶穌在星期日復活為理由，改在逾越節後的星期日紀念耶穌復活。各地教會對復活節日期爭論長逾一世紀，結果拋棄了依照猶太曆法在逾越節紀念的使徒傳統，而由教會自行計算每年復活節的日子。
羅馬皇帝君士坦丁一世在公元325年召開第一次尼西亞公會議，訂明了各地統一復活節日期、及不用猶太曆法定出。復活節是星期日，因星期日被教會視作為耶穌死而復活的日子，所以復活節就在每年春分月圓後第一個星期日舉行。
復活節會在每年春分月圓之後第一個星期日舉行，因為春分之後北半球便開始日長夜短——光明大過黑暗，月圓的時候，不但在日間充滿光明，就連漆黑的夜晚也被光輝（月光）照耀。
此後每年3月21日當日或之後，出現月圓後的第一個星期日，就是復活節，然而計算復活節的方法，自古以來均十分複雜，拉丁文（計算）一字更專指計算復活節的方法，而天主教會及東正教會用不同曆法計算，令東西方復活節可在不同日子出現。教會復活節日期有時與天文觀測的不同，例如：2019年按照天文的復活節應是3月24日，但是西方教會復活節是4月21日，東方教會是4月28日。
1997年，普世教會協會在敘利亞召開會議時，曾建議改革計算復活節的方式，並建議統一東、西教會的復活節，但至今絕大部分基督教宗派仍沒有跟隨。

## 民間風俗

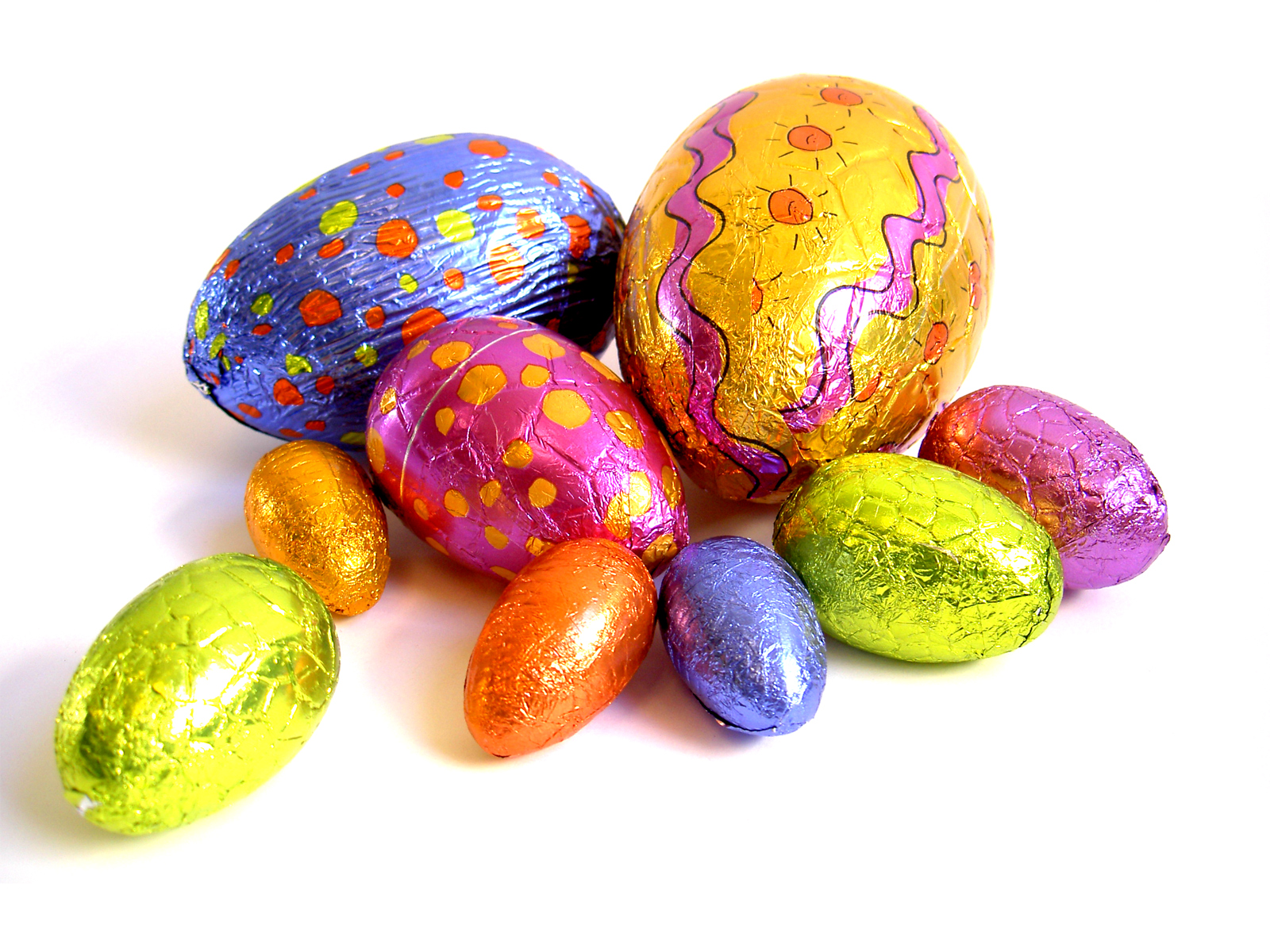
复活节彩蛋

在西方，與復活节相关的物品有复活节兔和复活节彩蛋。传说复活节彩蛋是復活節兔發送的，有些人喜欢在蛋上画各种各样的鬼脸或花纹。而這些民間風俗都不是起源於基督宗教的。
復活節百合花也是復活節最具代表性的物品，百合花在《聖經》中多次出现，百合花象征着重生、纯洁、和希望，与耶稣基督的重生正好寓意相同。復活節的時候，有的教堂會使用百合花來佈置教堂，基督徒們也會互相贈送百合花。目前，美國95%的復活節百合花都產於加州與俄勒岡的交界處。
復活節吃羊肉也是一項復活節習俗，根據《聖經》中記載，耶穌基督被釘十字架，成為所有人的替罪羔羊，用死亡來代人贖罪，所以，羔羊就成為了耶穌基督犧牲的象徵。所以，在復活節，人們也會吃羊肉，之後，也會用火腿來代替。
美索不達米亞的早期基督教把蛋染紅以紀念耶穌基督在所流的寶血。
復活節亦有吃火腿和十字包(Hot cross bun)的習慣及在復活節前四十日禁食紀念，隨後演變成基督宗教的大齋期或四旬期(Lent)。
在芬兰复活节期间有吃曼米的习惯。该习俗源自早期天主教会禁食在复活节时结束，其时可以开始享受美食，但聖週五是个神圣的日子，其时不可生火和做饭，所以那个时候就吃冷的易于保存的食物，诸如曼米。

## 復活節島
荷蘭人雅可布·羅赫芬率領的一支艦隊，在1772年發現南太平洋的智利以西外海有一個島嶼。因發現該島這一天正好是復活節，洛加文在航海圖上記下此島位置及在旁邊記下「復活節島」。直至1774年，英國探險家詹姆斯·庫克船長再次找到該島。當今的人類學界多根據當地的語言稱此島為拉帕努伊島(Rapa Nui)，這是1860年代來自大溪地的玻里尼西亞勞工對它的稱呼。